# Project Ara

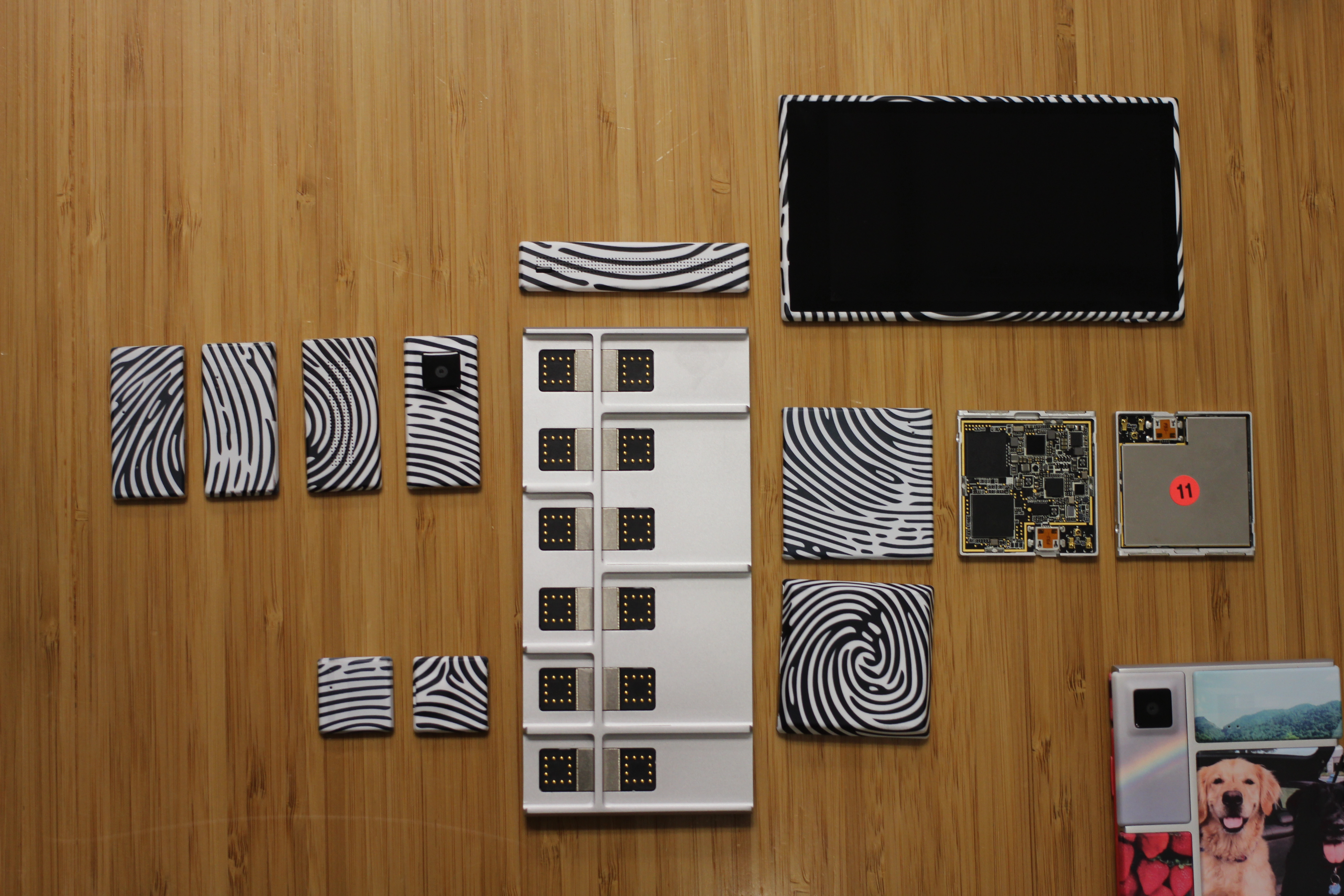
Google Project Ara в разобранном виде

Project Ara — кодовое имя инициативы Google по разработке бесплатной платформы с открытым аппаратным обеспечением для создания модульного смартфона. Платформа состоит из каркаса, включающего такие модули, как дисплей, клавиатура или дополнительная аккумуляторная батарея. Это позволит пользователям поменять неисправные модули или обновить устаревшие модули, обеспечивая тем самым более длительный цикл жизни смартфона и потенциально снижая количество электронных отходов.
Проект был изначально возглавляем командой разработчиков (Advanced Technologies And Projects team) в Motorola Mobility, дочерней компании Google. И хотя Google продал Motorola в Lenovo, он сохранил команду, работающую в этом направлении.

## Мотивация
Project Ara телефоны строятся с использованием модулей, вставленных в металлическую рамку. Рамка будет единственным компонентом в Project Ara телефоне, сделанной Google. Она выступает основой связывающей все модули вместе. Сначала планируется создать три типоразмера: «мини» — размером с iPhone 5 (5s), «средний» — размером со смартфон с диагональю экрана 4,7 дюйма и «phablet» — на 1/3 больше, чем «средний». Основа имеет два слота с лицевой стороны: большой для экрана и небольшой горизонтальный. На тыльной стороне располагается множество квадратных и прямоугольных слотов разных размеров. Каждая основа, как ожидается, будет стоить около 15 долларов США.
Модули могут быть с функциями, присущими обычным смартфонам (камера, динамик), но могут быть и специализированными: различные медицинские приборы, принтеры, пикопроекторы, камеры ночного видения и т.д. Любой модуль можно вставить в любой слот подходящего размера. Модули поддерживают горячую замену без выключения телефона (рамка для модулей содержит в себе резервный аккумулятор, таким образом, можно заменить даже основной аккумулятор без выключения смартфона). Модули на рамке закрепляются электропостоянными (электроперманентными, EPM) магнитами, которые требуют небольшое количество энергии лишь для намагничивания/размагничивания. Оболочка модуля может быть распечатана на 3D принтере для создания индивидуального облика смартфона.
Модули будут доступны как в официальном магазине Google, так и в магазинах третьей стороны. По умолчанию, Ara телефоны будут принимать только официальные модули, но пользователи могут изменить настройки для установки неофициальных модулей.

## История

### Эволюция
Ещё до приобретения Motorola Mobility в 2011 году, Google приобрела у компании Modu несколько патентов связанных с модульными телефонами. Первичные исследования этой концепции начались в 2012 году и основная работа началась 1 апреля 2013 года. Голландский дизайнер Дэйв Хаккенс (Dave Hakkens) объявил о модульной концепции смартфонов Phonebloks в сентябре 2013 года. Motorola публично объявила о Project Ara 29 октября 2013 года и сказала, что они будут работать совместно с Phonebloks. Motorola отправилась в 5-месячный тур по всему США в 2013 году под названием «MAKEwithMOTO», чтобы оценить потребительский интерес к индивидуальным телефонам. Заинтересованные разработчики, тестеры и пользователи могут зарегистрироваться на специальном сайте и стать Ara Scouts.

### Ход разработки
Google планировал провести конференции разработчиков в 2014 году, первая из них должна была состояться 15-16 апреля, и на ней Google собирался анонсировать набор для разработчиков. Коммерческий релиз был запланирован на 2 квартал 2015 года, однако перенесён на 2016 год.
В мае 2016 года Google обещал выпустить набор для разработчиков осенью 2016 года, однако 2 сентября 2016 года появились сведения о том, что Google приостановил разработку проекта. 

## Технические детали
Первая версия комплекта для разработчиков предположительно будет использовать для межблочного соединения интерфейс MIPI UniPro протокол реализованный на базе ПЛИС и работающий на основе LVDS. Физическим уровнем соединяющим модули будут являться выдвижные контакты.
Предполагается, что последующие версии будут построены вокруг гораздо более эффективной и высокопроизводительной ASIC реализации UniPro работающем на основе более емкого протокола физического уровня M-PHY.